# Поля (Карелия)
Поля́ — деревня в составе Великогубского сельского поселения Медвежьегорского района Республики Карелия.

## Общие сведения
Расположена на юго-восточном берегу озера Полевское.
В деревне расположен памятник архитектуры — деревянная церковь Церковь Илии Пророка (середина XVIII века). В 1988—1990 годах проведена целостная реставрация.

## Население
| 2002 | 2010 | 2013 |
| ---- | ---- | ---- |
| 0    | →0   | →0   |

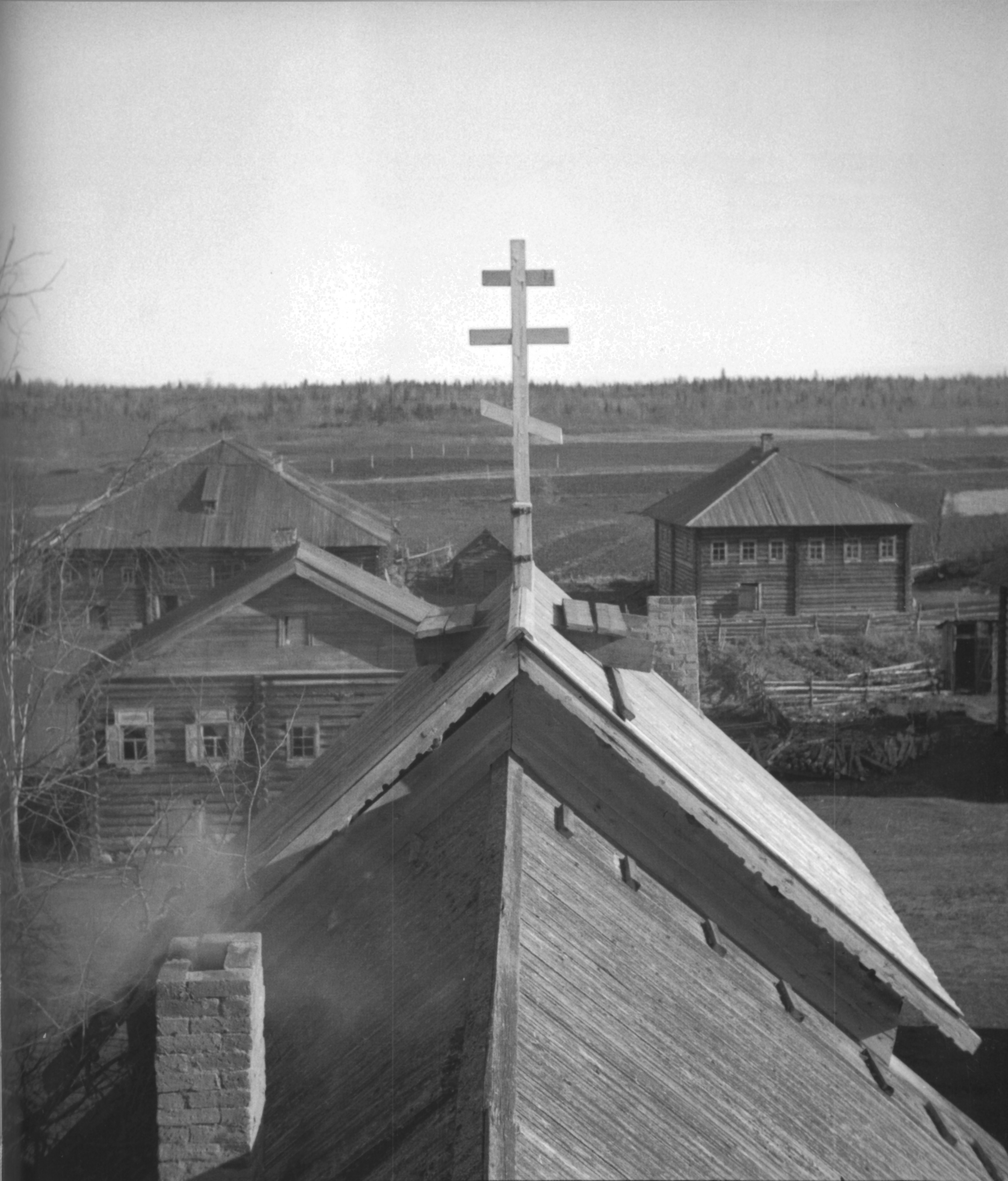
Вид на восточную часть кровли церкви с колокольни в 1943 году